# 1784年イギリス総選挙
1784年イギリス総選挙（英語: British general election, 1784）は、第16期グレートブリテン議会の庶民院議員を選出するために行われた選挙。選挙の結果、ウィリアム・ピットが勝利して約120議席の優勢を得た。

## 背景
1783年12月、国王ジョージ3世は自身が嫌っていたフォックス＝ノース連立内閣を罷免、代わりにウィリアム・ピット（小ピット）を首相に任命した。小ピットは就任時点で庶民院における支持者が少なく、チャールズ・ジェームズ・フォックスとノース卿の支持者はジョージ3世による罷免が国制に反すると考えたが、現代では確立されている「政府は必ず庶民院で多数を有さなければならない」という規定は1783年時点では確立されていないため、フォックスは慎重に行動しようとした。
1784年2月2日、フォックスは内閣不信任決議案を提出、決議案は223票対204票で庶民院を通過したが、与党の支持者が各地のバラ法人による請願や決議案を庶民院に提出してピット支持を呼びかけたため、与党側に寝返る議員が続出した。フォックスは3月1日にもジョージ3世に内閣罷免を促す議案を提出したが、今度は201票対189票と票差が19票から12票に縮まり、1週間後の言辞を強めた議案は191票対190票の僅差になった。フォックスは支持基盤が崩れてきたこともあり、以降は議案提出を拒否した。一方のピットは議会を離れて郊外に行き、3月24日に議会が閉会すると翌日に議会を解散した。

## 選挙の経過
18世紀のイギリスの選挙は地方の政治に着目することは多かったが、1784年の選挙では国政の政治、すなわちフォックス＝ノース政権の罷免とピットの首相続投をめぐる選挙活動が行われた。
財務省による買収とパトロン活動の結果、多くの懐中選挙区でピット派の候補が当選することとなり、さらに有権者が多い選挙区でもピット派への支持が厚く、フォックス派の候補は立候補を取り消すか敗北を回避するために妥協することを迫られた。カウンティ選挙区に至っては選挙協定で当選した候補を除き、選挙戦を戦って当選したフォックス派の候補は1人しかいなかった。野党にとどまってピット支持を拒否した結果、再選に失敗した候補はジョン・フォックスの『殉教者列伝』にあやかって「フォックスの殉教者」（Fox's Martyrs）と呼ばれた（ただし、その大半はノース派である）。
選挙の1日目にあたる3月30日は与党13人と野党4人が当選したが、5日目（4月3日）の終わりには与党が150人以上当選しており、フォックスとノースの支持者より50人以上多かった。そして、4月15日には与党が多数を確保、5月10日に選挙が終結した。
選挙中、ニコラス・カッソン（Nicholas Casson）というロンドンの巡査が殺害された。

## ピットとフォックスの選挙戦
ピットとフォックス自身の選挙戦は注目を集めた。ピットは長らくケンブリッジ大学選挙区で当選しようとし、1780年イギリス総選挙にも同選挙区で出馬したが敗北していた。1784年の選挙ではトップ当選を果たし、以降死去まで同選挙区の議員を務めた。
フォックスはウェストミンスター選挙区（定員2名）の現職であり、有権者数が最も多い選挙区であった。彼が同選挙区にこだわったのは人民を代表していると主張したためであり、その議席を失うことは考えられなかった。1784年の選挙ではフォックスのほかにはピット派2人が立候補しており、与野党ともに中傷、名誉毀損など手を選ばず、デヴォンシャー公爵夫人ジョージアナは「フォックスに投票した者にもれなくキスを振る舞った」と噂され、王太子ジョージも選挙活動でフォックスを支持した。
5月17日に投票が終わると、フォックスは6,233票を得て第13代準男爵サー・セシル・レイ（5,998票）に僅差で勝利したが、ピット派が投票再検査を要求したためフォックスの当選が決定しなかった。ウェストミンスターのような大きい選挙区では投票再検査に長い時間がかかり、フォックスは投票再検査を予想して、庶民院から締め出されないよう予めテイン・バーグズ選挙区の議席を用意した（テイン・バーグズ選挙区では4月26日にフォックスの当選が宣言された）。投票再検査では予想通り大規模な選挙不正がみられず、時間がたつとともに政敵による遅滞戦術であることが明らかになった。1785年3月4日、庶民院はようやくフォックスの当選決定を命じ、投票再検査に終止符を打った。